# Knesset
Knesset er navnet på parlamentet i staten Israel. Knesset, der har ét kammer, består af 120 medlemmer, som vælges for en fireårig periode. Intet parti har nogensinde haft absolut flertal i Knesset.
Knesset har eksisteret siden 1949 og har siden 1966 haft til huse i bydelen Kiryat Ben-Gurion i Jerusalem. Knesset ledes af en formand. Denne har siden 2003 været Reuven Rivlin fra det konservative Likud-parti.

## Navngivning
Navnet Knesset betyder forsamling på hebræisk og relaterer til den store forsamling (Knesset Ha-Gdola), som i årene ca. 410 f.kr. – 310 f.kr. under Ezra og Nehemias, dvs. efter jødernes tilbagevenden fra det babyloniske fangenskab, mødtes i Jerusalem og samlede teksterne til Bibelen (Det Gamle Testamente), som beskrevet i Nehemias' bog. Denne "store forsamling" bestod ligeledes af 120 medlemmer.

## Sammensætningen af Knesset

### Valgresultater fra 2013
| Parti                     | Leder              | Stemmer | %      | Sæder | +/- |
| ------------------------- | ------------------ | ------- | ------ | ----- | --- |
| Likud og Yisrael Beytenu  | Benjamin Netanyahu | 885.054 | 23,34% | 31    | -11 |
| Yesh Atid                 | Yair Lapid         | 543 458 | 14,33% | 19    | +19 |
| Arbejderpartiet           | Shelly Yachimovich | 432 118 | 11,39% | 15    | +2  |
| Det jødiske hjem          | Naftali Bennett    | 345 985 | 9,12%  | 12    | +9  |
| Shas                      | Eli Yishai         | 331 868 | 8,75%  | 11    | 0   |
| United Torah Judaism      | Yaakov Litzman     | 195 892 | 5,16%  | 7     | +2  |
| Hatnuah                   | Tzipi Livni        | 189 167 | 4,99%  | 6     | +6  |
| Meretz                    | Zahava Gal-On      | 172 403 | 4,55%  | 6     | +3  |
| United Arab List og Ta'al | Ibrahim Sarsur     | 138 450 | 3,65%  | 4     | 0   |
| Hadash                    | Mohammad Barakeh   | 113 439 | 2,99%  | 4     | 0   |
| Balad                     | Jamal Zahalka      | 97 030  | 2,56%  | 3     | 0   |
| Kadima                    | Shaul Mofaz        | 79 081  | 2,09%  | 2     | -26 |

### 2006
- Kadima	28
- Arbejderpartiet	20
- Shas	13
- Yisrael Beytenu	12
- Likud	11
- National Union/National Religious Party	9
- Gil	7
- United Torah Judaism	6
- Meretz-Yachad	4
- United Arab List	4
- Hadash 3
- Balad	3